# Marie-Thérèse Amirian
 (janvier 2024).
Si vous disposez d'ouvrages ou d'articles de référence ou si vous connaissez des sites web de qualité traitant du thème abordé ici, merci de compléter l'article en donnant les références utiles à sa vérifiabilité et en les liant à la section « Notes et références ».
Marie-Thérèse Amirian, née le 12 mars 1879 à Paris, où elle est morte le 25 août 1948, est une pianiste, compositrice et chanteuse française.

## Biographie
Fille du compositeur Alfred Josset, elle épouse en 1905 l'éditeur de musique Georges Amiraniantz, dit Georges Amirian ; le couple habite 166, rue de Grenelle à Paris.

## Œuvres
- Fantaisie-Mazurka pour piano (1896)
- Final de Concert, allegro pour piano (1900)
- 3 Mélodies, pour 1 ou 2 voix et piano ; 1 : poésie de Stéphan Bordèse 2 et 3 : Poésie de V. des Loÿs (1905)
- Petite milliardaire, two step pour piano (1906)
- Détresse et allégresse (1906)
- Au bord du Tibre, suite d'orchestre (réduction pour piano) (1907)
- Au bord de l'Arax, fantaisie orientale pour piano (1907)
- Les Lacs, Sonnet de May d'Acher de Montgascon (1908)
- Trois Mélodies.... pour 1 voix et piano (1910) (N° 3 les Cloches. Poésie de May d'Aché)
- Les Yeux. Poëme de Gabriel Ardant. (1912)
- Marguerite et papillons. Poésie de G. Ardant. (1912)
- Le Limousin. Poème de G. Ardant. (1912)
- Celle qui m'aimera. Poème de S. Ardant. (1912)
- Six Mélodies.... (1912)
- La Fin du monde. Poésie de G. Ardant... voix et piano (1912)
- Brises du soir, choeur. Poésie de May d'Aché. (1912)
- 8 morceaux pour piano... (1913)
- Tango, orchestré par V. Monti (1913)
- Marguerite et papillons. Poésie de G. Ardant. (1913)
- Marie-Madeleine. Poème de G. Ardant. (1913)
- Chanson rustique, pour piano (1918)
- Hymne à la paix. Poème de Gabriel Ardant. (1919)
- Unissez vos drapeaux. Op. 55. Solo et chœur à 4 voix Paroles de G. Ardant (1921)